# Yurek Bogayevicz
Yurek Bogayevicz, nato Jerzy Bogajewicz (Poznań, 2 giugno 1949), è un regista polacco.

## Biografia
Diplomato nel 1971 presso l'Accademia Nazionale di Teatro Aleksandra Zelwerowicza di Varsavia, nel 1976 lascia la Polonia per trasferirsi negli Stati Uniti.
Nel 1987 l'esordio con il film Anna, per il quale si aggiudica una nomina agli Independent Spirit Award come migliore opera prima.
Nel 1993, dirige il trio William Baldwin, Sherilyn Fenn e Kelly Lynch nella commedia Tre di cuori. Del 1996 è invece Uscita di sicurezza, film distribuito in Italia solo nel 2001.
Sempre nel 2001 racconta la seconda guerra mondiale in L'ultimo treno. Nel 2004 dirige la quinta edizione della versione polacca del format francese Caméra Café.